# Берешть (Колонешть, Олт)
Берешть, Берешті (рум. Bărăști) — село у повіті Олт в Румунії. Входить до складу комуни Колонешть.
Село розташоване на відстані 113 км на захід від Бухареста, 33 км на північний схід від Слатіни, 76 км на північний схід від Крайови, 136 км на південний захід від Брашова.

## Населення
За даними перепису населення 2002 року у селі проживала 261 особа, усі — румуни. Усі жителі села рідною мовою назвали румунську.